# Keld Zeruneith
Keld Zeruneith (* 19. März 1941 in Kopenhagen) ist ein dänischer Literaturwissenschaftler und Schriftsteller, der u. a. für mehrere Biografien dänischer Schriftsteller bekannt wurde.

## Leben
Zeruneith studierte Literaturwissenschaften und promovierte 1981 über den spätromantischen Dichter Emil Aarestrup. Die unter dem Titel Den frigjorte. Emil Aarestrup i digtning og samtid. En biografi veröffentlichte Dissertation wurde im selben Jahr mit dem Georg-Brandes-Preis ausgezeichnet.
Danach war er als Lektor an der Universität Kopenhagen tätig und lehrte dort bis 2005. In dieser Zeit verfasste er Biografien zu Johannes Ewald (Soldigteren, 1985) und Sophus Claussen (Fra klodens værksted, 1992). In Træhesten. Fra Odysseus til Sokrates. En bevidsthedshistorie (2002) befasste er sich mit der altgriechischen Literatur und ihrer Bedeutung als Grundlage der europäischen Kultur.
Zeruneith ist seit 1991 mit der Schriftstellerin Suzanne Brøgger verheiratet.

## Auszeichnungen
- Georg-Brandes-Preis 1981
- Prisen fra Selskabet til de Skiønne og Nyttige Videnskabers Forfremmelse (seit 1966 innerhalb von Det Danske Akademi) 1993
- Holberg Medaljen 2002
- Søren-Gyldendal-Preis 2004
- Lebenslanges Künstlereinkommen des Dänischen Kulturfonds
- Mitglied der Königlich Dänischen Akademie der Wissenschaften[2]

## Werke
Zu seinen weiteren Veröffentlichungen gehören:
- Trediepersoner, 1975
- Homer, 2007, ISBN 978-3-8030-3320-8